# 卡尔·瓦尔米勒
卡尔·瓦尔米勒（德語：Karl Wahlmüller，1913年10月22日—1944年2月16日），奥地利男子足球运动员，司职中场。他曾代表奥地利国奥队参加1936年夏季奥林匹克运动会足球比赛，获得一枚银牌。